# Trasjanka
Trasjanka (Wit-Russisch: трасянка, dus uit te spreken als tras-janka) is een mengtaal die gesproken wordt in Wit-Rusland, voornamelijk op het platteland.
Trasjanka betekent "hooi van inferieure kwaliteit", namelijk het goed gedroogde hooi van vorig jaar vermengd met vers gras. De term is dan ook vooral neerbuigend bedoeld, daar er zowel door Russisch-gezinden als door Wit-Russische nationalisten op neergekeken wordt. Zoals bij een creooltaal vaak het geval is heeft het Trasjanka de woordenschat van de superstraattaal (het Russisch) en de uitspraak van de substraattaal (het Wit-Russisch). De grammatica heeft kenmerken van beide talen. Veel van deze aspecten, van de volkstalige uitspraak en gemengde grammatica tot aan de lage waardering, zijn ook aan te wijzen bij het Stadsfries, dat weliswaar veel ouder is maar wat zijn ontstaan betreft veel van het Trasjanka weg heeft.
De naam trasjanka werd voor zover bekend voor het eerst opgeschreven door activist Zjanon Paznjak in 1988, maar het fenomeen is veel ouder. In de tsarentijd werd er vanuit Moskou een sterke russificatiepolitiek gevoerd, die erop gericht was de talen en culturen van de andere volkeren in het rijk te elimineren. Dit streven werd in de Sovjettijd met afwisselende intensiteit voortgezet, al kwam er nu wel een standaardisatie en erkenning voor heel veel minderheidstalen. De bovenlaag van de steden was waarschijnlijk al in de tsarentijd overgegaan op het Russisch, een tendens die zich steeds verder naar onderen uitbreidde. Daarvoor werd er vooral Pools in de Wit-Russische steden gesproken.
De steden van Wit-Rusland zijn thans vrijwel geheel Russischtalig; sprekers van het Wit-Russisch of Trasjanka komen meestal van het platteland. Daar zette de russificatie pas na de Tweede Wereldoorlog in; Trasjanka is dan ook vooral de taal van laagopgeleide plattelandsbewoners die hun eigen taal, het Wit-Russisch, hebben willen inruilen voor het Russisch. Het prestige van deze taal is dan ook buitengewoon laag en er wordt vaak de spot mee gedreven. Niettemin hoort men het af en toe nog bij hoger opgeleiden; in het begin van zijn regering werd het zelfs gebezigd door president Aleksandr Loekasjenko.
In het buurland Oekraïne wordt een zeer verwante mengtaal gesproken, het Soerzjyk.